# Dejan Milić
Dejan Milić (sinh 24 tháng 1 năm 1984 ở Ljubljana) là một cầu thủ bóng đá Slovenia thi đấu cho Domžale.